# Purpurbandad solfågel
Purpurbandad solfågel (Cinnyris bifasciatus) är en fågel i familjen solfåglar inom ordningen tättingar.

## Utseende och läte
Hane purpurbandad solfågel är grönglänsande ovan, med mörk buk samt rödbruna och blåaktiga band över bröstet. Honan är oansenlig, med svag streckning tvärs över den ljusgula undersidan. Arten är mycket lik maricosolfågel‘, men är något mindre med kortare och tunnare näbb. Den liknar även tsavosolfågeln och violettbröstad solfågel. men hanen har ett bredare rödbrunt bröstband än den förra arten och båda könen är något mindre och mer kortnäbbade än den senare. Bland lätena hörs ljusa drillar och ramsor.

## Utbredning och systematik
Purpurbandad solfågel delas upp i två underarter med följande utbredning:
- Cinnyris bifasciatus bifasciatus – Gabon till nedre Kongofloden och västra Angola
- Cinnyris bifasciatus microrhynchus – östra Demokratiska republiken Kongo till Uganda, Kenya, Tanzania, Zambia och östra Sydafrika

Vissa auktoriteter för även tsavosolfågel (C. tsavoensis) till bifasciatus. 

## Levnadssätt
Purpurbandad solfågel hittas i skogar, skogslandskap, buskmarker och savann. Den är generellt fåtalig och mindre vanligt förekommande än andra solfåglar.

## Status
Arten har ett stort utbredningsområde och beståndet anses stabilt. Internationella naturvårdsunionen IUCN listar den därför som livskraftig (LC).